# Goera ateduna
Goera ateduna är en nattsländeart som beskrevs av Malicky och Chantaramongkol 1992. Goera ateduna ingår i släktet Goera och familjen grusrörsnattsländor. Inga underarter finns listade i Catalogue of Life.